# John Petrucci
John Peter Petrucci (nascut el dotze de juliol de 1967 a Kings Park, Long Island, Nova York) és un guitarrista americà més conegut per ser el fundador del grup de rock progressiu anomenat Dream Theater. Ell ha produït, al seu torn amb en Mike Portnoy, tots els discs de Dream Theater des del 1999. Ell és, a més a més, qui escriu les lletres dels temes. A més també és el guitarrista de la banda Liquid Tension Experiment.
En Petrucci de jove es va criar en un ambient de músics. Encara que els seus pares no fossin músics, la seva germana major tocava el piano i l'òrgan elèctric, el seu germà tocava el baix i la seva germana menor tocava el clarinet. Tot i que la seva germana va influir als seus interessos musicals fins a cert punt, en John diu que va començar a tocar la guitarra elèctrica perquè tots els nois del veïnat tocaven i li semblava quelcom prou engrescador. Va estudiar a l'escola de música contemporània de Berklee a Boston, on al costat del seu company de secundària John Myung, va conèixer a en Mike Portnoy i tots tres van fundar el que avui és Dream Theater.
En John va començar a rebre classes de guitarra cap als 12 anys. En aquesta època arribaven a practicar fins a sis hores diàries amb el seu col·lega Myung al baix. Gràcies a la pràctica en John es va convertir en un molt bon guitarrista. Enguany Dream Theater ha assolit el reconeixement i el respecte de molts músics arreu del món degut a la seva notable habilitat per a compondre estructures musicals complexes i belles. Prova d'això n'és la seva incorporació a la gira G3 al costat d'en Joe Satriani i Steve Vai. A més, col·labora a la revista Guitar World Magazine amb una columna mensual i també va contribuir amb la transcipció de les partitures per als llibres d'"Images and Words" i "Awake" (dos discs de Dream Theater). Té també un vídeo actualment a la venda.
Ha estat fortament influenciat pels següents guitarristes: Steve Vai, AL Di Meola, Alex Lifeson, Steve Howe, Alan Holdsworth i el llegendari Stevie Ray Vaughan. Tot i ço, la seva màxima influència, i el qual cita sempre com a guitarrista preferit, és l'Steve Morse.
Cal dir també que va començar a experimentar amb una guitarra de set cordes per al disc "Awake", cosa que li va donar al disc un toc més pesat i gruixut. A més, ha contribuït a la manera de compondre i potenciar les possibilitats d'aquest instrument. Sempre duu a sobre un seqüenciador a totes les seves gires. Enguany, en Petrucci viu a Long Island amb la seva dona Rena, amb els seus tres fills, en Sami, en Reny i la Kiara i la seva gata Little Girl. Quan no està tocant la guitarra, passa bona part del seu temps lliure amb la seva família o patinant, anant amb bicicleta, fent exercicis o veient pel·lícules.

## Equip
- Guitarres: Ernie Ball / MusicMan de 6 i 7 cordes, sèrie John Petrucci
- Amplificadors: Mesa Boogie Road king
- Capçals: Mark IIC+, Mark IV, Dual Rectifier, Heartbreaker, Nomad, Road King
- Previs: Triaxis, Fórmula
- Etapes de potència: 2:90
- Pues: JP Ernie Ball Signature / Jim Dunlop Jazz III
- Efectes:
  - Boss: Supressor de soroll NS-2
  - Bradshaw: Taulell de pedals
  - dbx: Compressor/Gate
  - Digital Music Corp: mescladors i interfícies MIDI
  - Dunlop: 535 Wah, Rack Mount Cry Baby Wah
  - Ernie Ball: Pedals de volum
  - Eventide: GTR 4000
  - Furman: Reguladors electrònics
  - Korg: Delay Digital, Afinador Tone Works
  - Lexicon: MPX-1, MPX-1 G2, PCM-70, PCM-80
  - Rocktron: VCA
  - TC Electronic: 2290
  - Nady: Sistema sense fil

## Discografia
| Any  | Títol                                           | Discogràfica        | Notes |
| 1989 | When Dream and Day Unite                        | MCA/Mechanic        | Primer disc d'estudi de Dream Theater.                                                                       |
| 1992 | Images and Words                                | Atlantic/ATCO       | Introducció del nou cantant James LaBrie.                                                                    |
| 1993 | Live at the Marquee                             | WEA International   | Primer àlbum en directe de Dream Theater.                                                                    |
| 1994 | Awake                                           | EastWest            | L'últim disc amb en Kevin Moore com a teclista.                                                              |
| 1995 | A Change of Seasons (EP)                        | EastWest            | Dream Theater introdueix a en Derek Sherinian com a nou teclista.                                            |
| 1996 | Working Man                                     | Magna Carta         | Tribut a Rush                                                                                                |
| 1997 | Falling into Infinity                           | Elektra             | Últim disc amb en Derek Sherinian.                                                                           |
| 1997 | Dragon Attack                                   | CNR Music           | Tribut a Queen.                                                                                              |
| 1998 | Guitar Battle                                   | Viktor              | Varis artistes.                                                                                              |
| 1998 | Liquid Tension Experiment                       | Magna Carta         | Projecte amb en Mike Portnoy, en Jordan Rudess i en Tony Levin                                               |
| 1998 | Once in a LIVEtime                              | Elektra             | Gravat a París, França.                                                                                      |
| 1998 | Age of Impact                                   | Magna Carta         | _ |
| 1998 | Wicked                                          | The Orchard         | Jon Finn Group                                                                                               |
| 1999 | Liquid Tension Experiment 2                     | Magna Carta         | Segon àlbum amb Liquid Tension Experiment                                                                    |
| 1999 | Metropolis Pt. 2: Scenes from a Memory          | Elektra             | En Jordan Rudess és el nou teclista de Dream Theater.                                                        |
| 2000 | An Evening with John Petrucci and Jordan Rudess | Sound Mind Music    | Àlbum en directe amb el teclista Jordan Rudess.                                                              |
| 2001 | Feeding the Wheel                               | Magna Carta         | En Jordan Rudess com a solista i en Petrucci a la guitarra.                                                  |
| 2001 | Live Scenes From New York                       | Elektra             | Són 3CD gravats a [ Nova York, Estats Units d'Amèrica.                                                       |
| 2002 | Six Degrees of Inner Turbulence                 | Elektra             | El primer doble àlbum gravat a estudi.                                                                       |
| 2003 | Train of Thought                                | Elektra             | L'àlbum amb més canya de Dream Theater realitzat fins al moment.                                             |
| 2004 | Live at Budokan                                 | Atlantic            | Àlbum de Dream Theater amb 3CD/2DVD gravat a Tòquio (Japó).                                                  |
| 2005 | Suspended Animation                             | Sound Mind Music    | Primer àlbum en solitari.                                                                                    |
| 2005 | G3: Live in Tokyo                               | Sony                | Toca al G3 juntament amb l'Steve Vai i en Joe Satriani.                                                      |
| 2005 | Octavarium                                      | Atlantic            | L'últim disc de Dream Theateramb la discogràfica Atlantic Records Group.                                     |
| 2006 | Score                                           | Rhino Entertainment | Àlbum amb 3CD/2DVD gravat a Radio City Music Hall l'1 d'abril del 2006 a Nova York, Ustats Unitas d'Amèrica. |
| 2006 | Blood of the Snake - Derek Sherinian            | Inside Out Music    | Va tocar-hi la guitarra a la primera cançó anomenada "Czar Of Steel".                                        |
| 2006 | Loudspeaker - Marty Friedman                    | Mascot/Avex         | Guitarrista estrella convidada.                                                                              |
| 2007 | Systematic Chaos                                | Roadrunner Records  | Primer disc gravat amb l'empresa Roadrunner Records al 5 de juny de 2007.                                    |

## Videografia
| Any  | Títol                                 | Notes |
| 1993 | Images and Words: Live in Tokyo       |       |
| 1995 | Rock Discipline - VHS                 |       |
| 1998 | 5 Years in a LIVEtime                 |       |
| 2001 | Metropolis 2000: Scenes From New York |       |
| 2002 | Rock Discipline - DVD                 |       |
| 2004 | Live at Budokan                       |       |
| 2005 | G3: Live in Tokyo                     |       |
| 2006 | Score                                 |       |